# Тэтчер, Росс

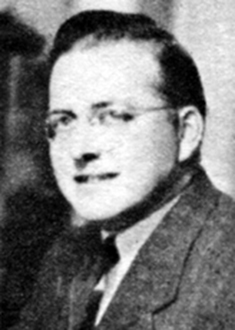
Портрет Уилберта Тэтчера, опубликованный в 1953 году

Уи́лберт Росс Тэ́тчер (англ. Wilbert Ross Thatcher, 24 мая 1917 — 22 июля 1971 — канадский политик. 10-й премьер-министр Саскачевана со 2 мая 1964 по 30 июня 1971. Член Федерации кооперативного содружества (1942—1955), краткое время независимый политик, затем принадлежал к либеральной партии (1957—1971). С 1956 принадлежал к франкмасонству.

## Биография
Родился в Невилле (Саскачеван). Вскоре после рождения сына, Колина Тэтчера, в 1938 у него, бизнесмена из Мус-Джо появился интерес к политике. Отец Тэтчера, Уилбур, создал провинциальную сеть скобяных лавок, и Росс помогал ей управлять.
Считая после Великой депрессии, что частные предприятия в одиночестве не могут стимулировать экономический рост в провинции, он вступил в Федерацию объединённого содружества и в 1942 был избран городским советником Мус-Джо по программе трудовой реформы.
В 1945 он был избран депутатом от Мус-Джо в палату общин Канады.